# Olaf Götz
Olaf Götz [ˈgøt͡s] (* 27. Juni 1965 in Dresden) ist ein deutscher Filmregisseur. Seine bekanntesten Arbeiten sind Die Deutschen, Hinter Gittern – Der Frauenknast und In aller Freundschaft.

## Leben
Olaf Götz wurde am 27. Juni 1965 in Dresden geboren. Erste Fernseherfahrungen sammelte er in den 1980er-Jahren als Darsteller und Regieassistent beim DDR-Fernsehen. Daraufhin begann er ein Regiestudium an der Hochschule für Film und Fernsehen (HFF) Potsdam-Babelsberg und schloss dieses 1991 erfolgreich ab.
Es folgten Arbeiten bei diversen Produktionsfirmen als Regieassistent und Realisator. Seit 1997 arbeitet Olaf Götz als freier Regisseur.
Er ist sowohl für private als auch öffentlich rechtliche Sender tätig und sein Spektrum umfasst bisher die Genres Fernsehfilm, Fernsehserie, Daily, Telenovela und Dokumentation. Die erste Staffel des ZDF-Dokudramas Die Deutschen, für die er als Regisseur zum Großteil verantwortlich zeichnet,  wurde 2009 für den Deutschen Fernsehpreis nominiert. Neben seiner Regietätigkeit hat Olaf Götz seit einigen Jahren einen Lehrauftrag in der Abteilung Schauspiel an der Hochschule für Musik und Theater – HMT Rostock.

## Filmografie

### Regie
- 1997: Die Strandclique (Fernsehserie, drei Folgen)
- 1998: Die Strandclique (Fernsehserie, sechs Folgen)
- 1998: Im Namen des Gesetzes (Fernsehserie, zwei Folgen)
- 1998: SK-Babies (Fernsehserie, vier Folgen)
- 1999: 008 – Agent wider Willen (Fernsehfilm)
- 1999: Im Namen des Gesetzes (Fernsehserie, zwei Folgen)
- 2000–2001: Im Namen des Gesetzes (Fernsehserie, sieben Folgen)
- 2000: Dr. Stefan Frank – Der Arzt, dem die Frauen vertrauen (Fernsehserie, 1x94-1x97)
- 2000: Küstenwache (Fernsehserie, zwei Folgen)
- 2001–2002: Küstenwache (Fernsehserie, drei Folgen)
- 2002–2003: Im Namen des Gesetzes (Fernsehserie, drei Folgen)
- 2002: Liebe ist ein Roman (Fernsehfilm)
- 2004: Küstenwache (Fernsehserie)
- 2005: SK Kölsch (Fernsehserie, drei Folgen)
- 2006: Hinter Gittern – Der Frauenknast (Fernsehserie, vier Folgen)
- 2007–2008: Die Deutschen I, (Fernseh-Doku-Drama)
- 2009–2010: Eine wie keine (Fernsehserie)
- 2009: Alisa – Folge deinem Herzen (Fernsehserie)
- 2009: In aller Freundschaft (Fernsehserie, drei Folgen)
- 2010: In aller Freundschaft (Fernsehserie, drei Folgen)
- 2010: Lena – Liebe meines Lebens (Fernsehserie)
- 2011: Hand aufs Herz (Fernsehserie)

### Regieassistenz
- 1987: Bereitschaft Dr. Federau (Fernsehserie)
- 1994: Pochende Herzen (Fernsehfilm)
- 1994: Tatort – Jetzt und Alles (Fernsehreihe)
- 1994: Ärzte: Weiß wie Schnee, Rot wie Blut (Fernsehreihe)
- 1994: Zappen (Fernsehserie)
- 1995: Friedemann Brix – Eine Schwäche für Mord (Fernsehserie)
- 1995: Ärzte: Herberge für einen Frühling (Fernsehreihe)
- 1995: Mobbing (Fernsehserie)
- 1995: Polizeiruf 110 (Fernsehreihe)
- 1995: Tödliches Schweigen (Fernsehfilm)
- 1995: Verliebte Feinde (Fernsehfilm)
- 1996: Der Kindermord (Fernsehfilm)
- 1996: Mozert auf dem Dach (Kinderfilm)
- 1996: Natasha – Der Tod wartet nicht (Fernsehfilm)
- 1996: Polizeiruf 110 (Fernsehreihe)
- 1996: Sperling – Lichtblau (Fernsehfilm)
- 1996: Wenn der Präsident zweimal klingelt (Fernsehfilm)
- 1997: SK-Babies (Fernsehserie)

### Darsteller
- 1982: Geschichten übern Gartenzaun (DDR-Fernsehserie)

## Auszeichnungen
- 2009: Nominierung für den Deutschen Fernsehpreis in der Kategorie Beste Dokumentation für Die Deutschen